# Villa Schröder (Leipzig)

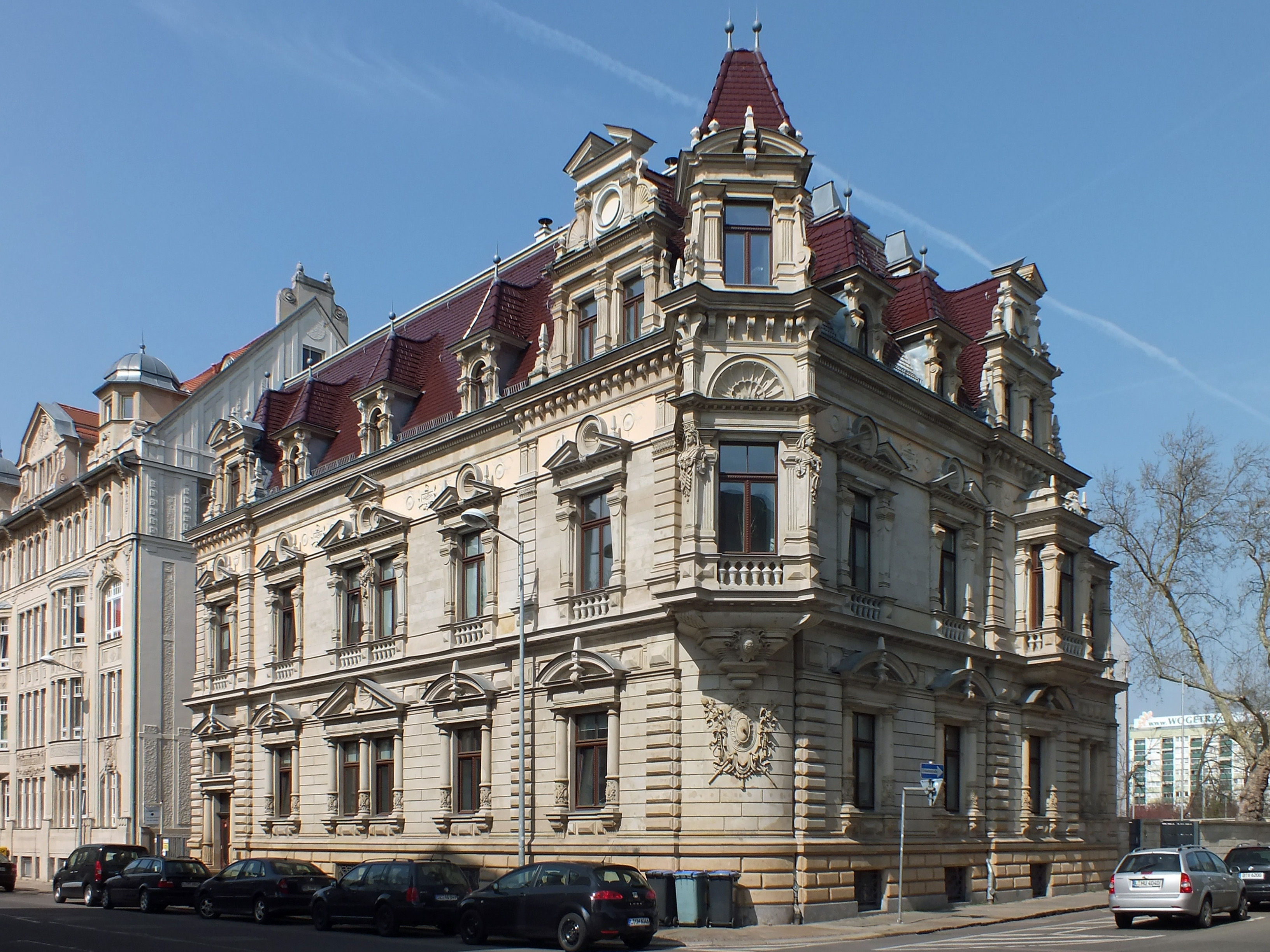
Villa Schröder

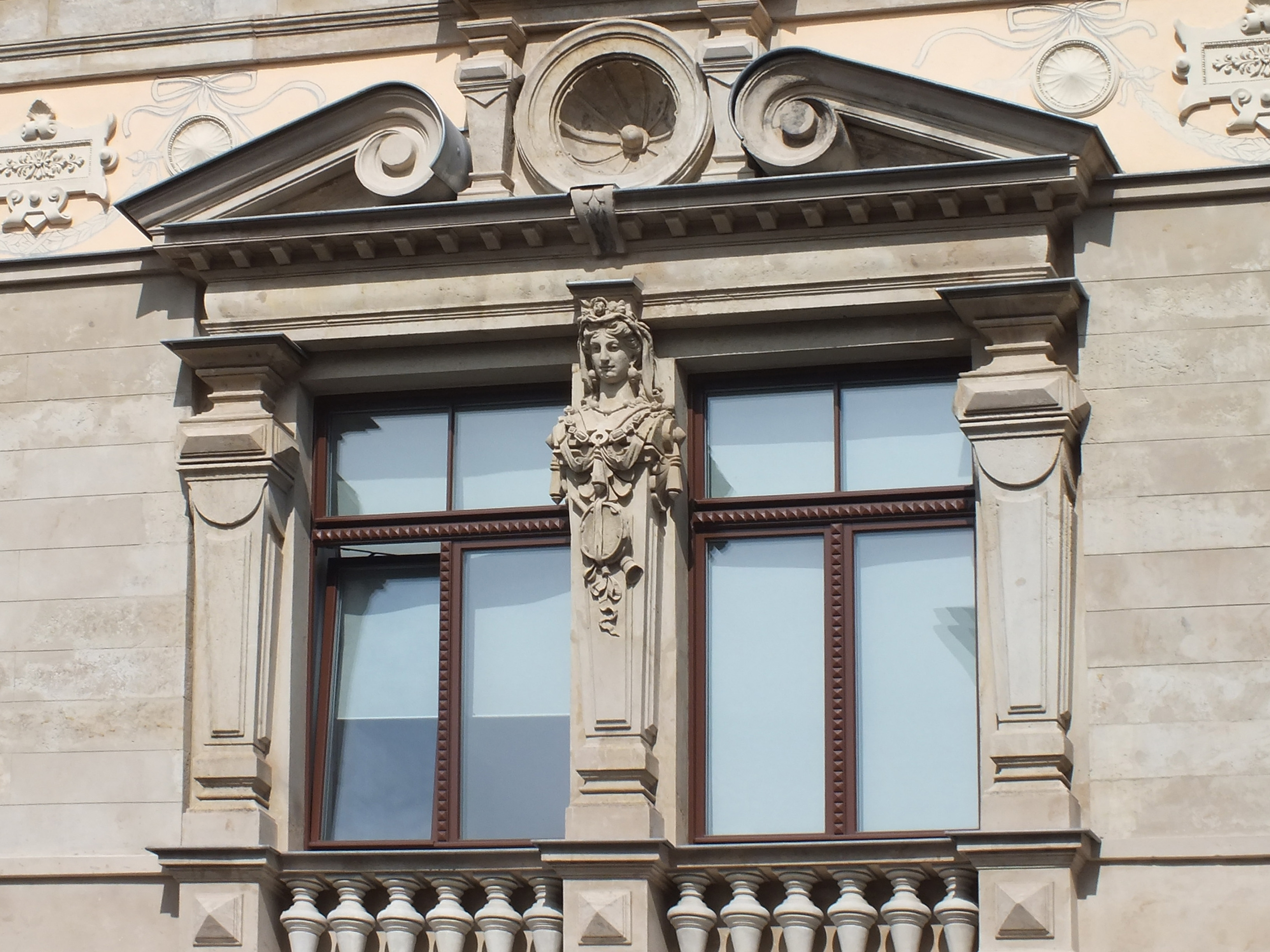
Fenstergestaltung

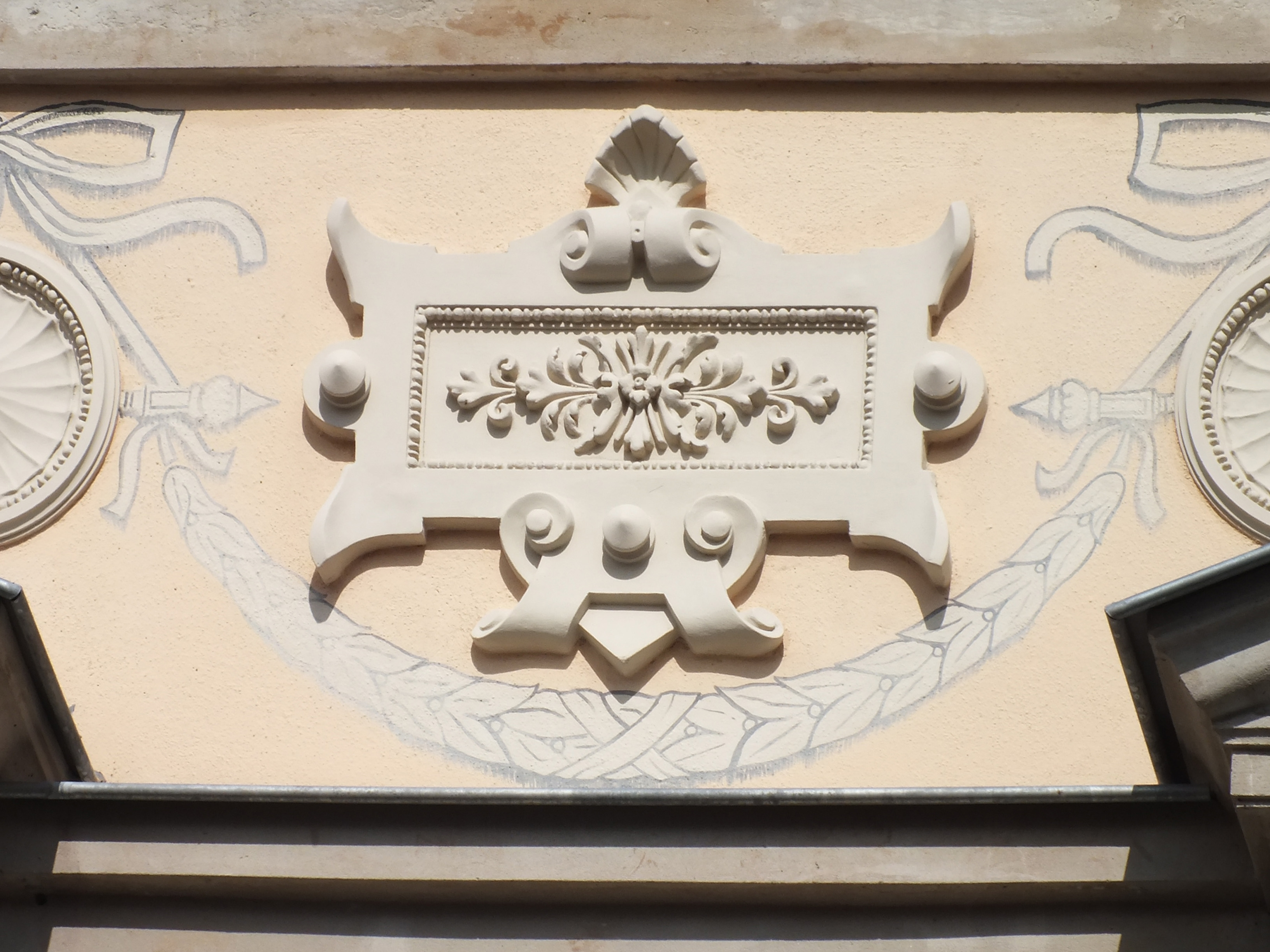
Architekturdetail

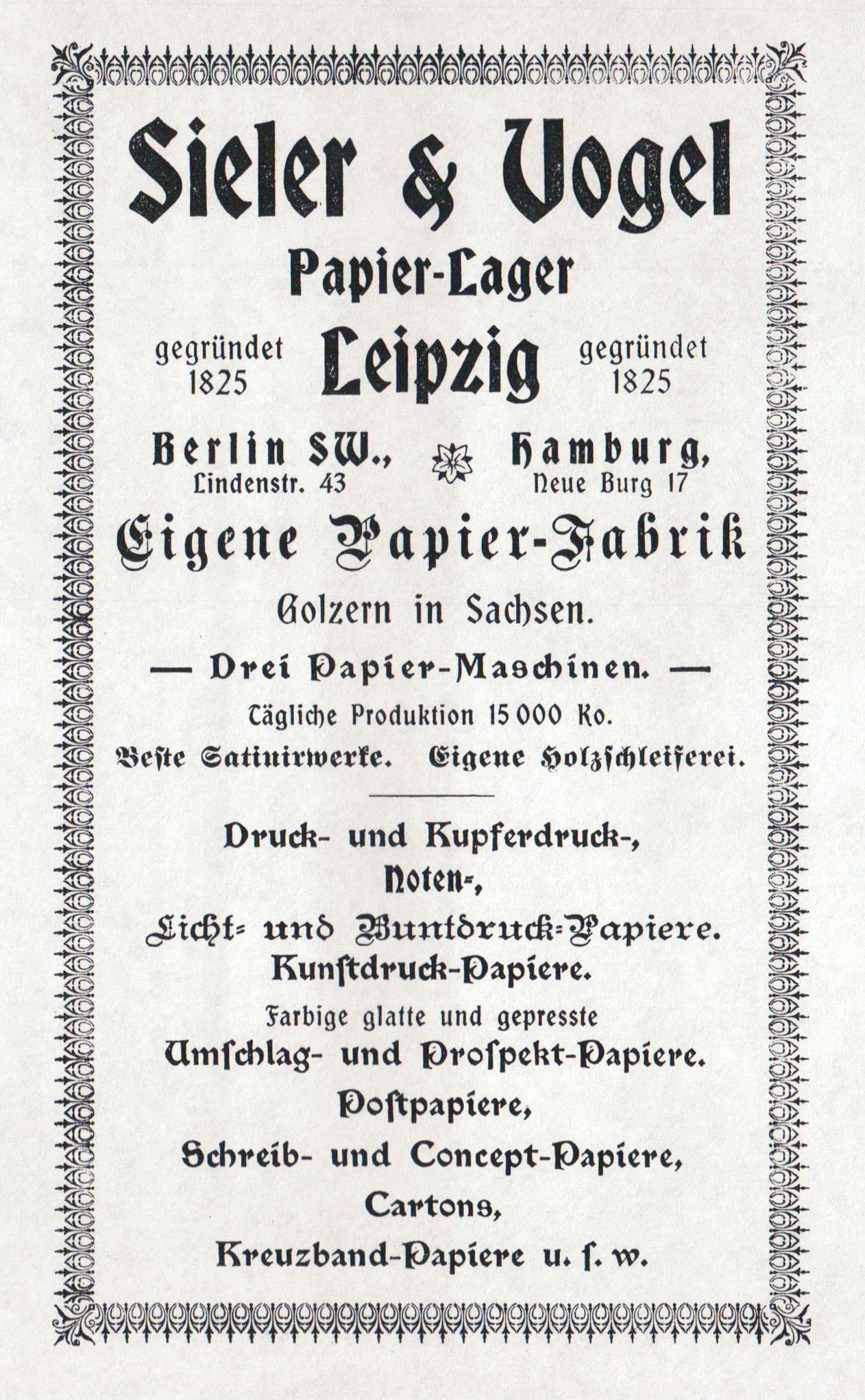
Annonce der Firma Sieler & Vogel, Papier-Lager in Leipzig, Berlin und Hamburg (1903)

Die Villa Schröder ist ein historisches Gebäude im Seeburgviertel der sächsischen Stadt Leipzig, das unter Denkmalschutz steht. Erbaut wurde die Villa 1881–1883 als Wohnhaus für den Kaufmann und Papierfabrikanten Martin Adolf Schröder (1853–1902) auf dem Eckgrundstück Goldschmidtstraße 31 (ehemals Königsstraße) / Talstraße 8. Das im Stil des Historismus errichtete Bauwerk beherbergt nach seiner 2011 fertiggestellten Sanierung Büro- und Wohnflächen.

## Geschichte der Villa Schröder
Der Entwurf für die Villa Schröder stammt von dem Leipziger Architekten Karl Weichardt. Er erhielt von Schröder, dessen Vater Gottlieb Adolf Schröder der Geschäftsführer des Leipziger Papierhandelsgeschäft Sieler & Vogel war, den Auftrag, ein repräsentatives Wohnhaus zu errichten. Im Hof befindet sich das einstige Kutscherhaus, das ebenso wie ein Portal zur Talstraße im neobarocken Stil restauriert wurde. Letzteres erinnert durch einen erhaltenen Schriftzug noch an die Nutzung als Papierlager von Sieler & Vogler.
Obwohl die Villa Schröder weiterhin als Wohnhaus genutzt wurde, nahm der Verfall des Gebäudes aufgrund mangelnder Pflege stark zu. Ende der 1980er Jahre mussten die letzten Bewohner auch aus Sicherheitsgründen die Immobilie räumen.
Bereits Jahre vor ihrer Sanierung war die Villa Schröder daher im Sicherungsprogramm für Gründerzeithäuser des Stadtforums Leipzig gelistet. Brandstiftung und die daraus resultierende Zerstörung des kompletten Dachstuhls trugen 2005 weiterhin zum Verfall bei: Die Zwischendecken waren eingebrochen, die Villa selbst wurde durch Diebstähle unter anderem ihrer Kamine beraubt. Weitere Schäden an der Ruine konnten bis 2009 durch ein Notdach größtenteils abfangen werden.
2009 wurde die Villa Schröder von einem Leipziger Bauunternehmen gekauft. Im April 2010 begann die umfangreiche Sanierung des denkmalgeschützten Gebäudes, die insgesamt 2,4 Millionen Euro kostete. Sie umfasste neben der vollständigen Überarbeitung des Natursteins und der Ergänzung fehlender Elemente auch die detailgetreue Wiederherstellung der Innenräume.

## Architektur der Villa Schröder
Die Villa Schröder wurde als Stadtvilla konzipiert und erbaut. Ihre architektonische Gestaltung entspricht dem Historismus. Als Baumaterial wurde weitestgehend Sandstein verwendet. Auch bei der Sanierung wurde auf die Rekonstruktion des ursprünglichen Zustands mit Erkern, Schmuckgiebeln, Säulen, Zierbändern und Balustern Wert gelegt. Das heutige Dach decken dunkelrot lasierte Dachziegel, die nachgebrannt und nach Originaltechnik verlegt wurden.
Im Inneren des mehrstöckigen Gebäudes mit Kellergewölbe finden sich Bauelemente im Stil der Neorenaissance wie Säulen oder Ziergiebel um die Türen. Eine breite Holztreppe verbindet die einzelnen Etagen, die Wände des Treppenhauses sind bemalt. Eine Vielzahl der Räume sind weiterhin mit Wandverkleidungen aus Eichenholz, Kassettendecken und Stuck ausgestattet.